# The Junkie and the Juicehead Minus Me
The Junkie and the Juicehead Minus Me è il ventiseiesimo album in studio dell'artista country statunitense Johnny Cash, pubblicato nel 1974 dalla Columbia Records. 

## Il disco
Sebbene accreditato al solo Cash, l'album include esecuzioni soliste da parte delle figlie Rosanne Cash e Carlene Carter (quest'ultima accreditata come Carlene Routh), in predicato di lanciare le loro carriere soliste. Due canzoni sul disco sono opera di Kris Kristofferson, mentre Don't Take Your Guns to Town è un ri-registrazione di un singolo di successo di Cash, suo primo hit per la Columbia datato 1958. Father and Daughter è una cover della celebre Father and Son di Cat Stevens, cantata in duetto con la nipote di Cash, Rosie Nix Adams, con parole del testo leggermente modificate e adattate al contesto; una versione della stessa canzone sarebbe stata pubblicata nel 2003 sull'album Unearthed, in duetto con Fiona Apple. Infine, June Carter Cash esegue sul disco un brano da solista, una delle poche occasioni nel quale lo fece all'infuori dei concerti dal vivo.

## Tracce
1. The Junkie and the Juicehead, Minus Me (Kris Kristofferson) - 3:00
2. Don't Take Your Guns to Town (Johnny Cash) - 2:47
3. Broken Freedom Song (Kristofferson) - 3:01
  - cantata da Rosanne Cash
4. I Do Believe (Johnny Cash) - 2:30
5. Ole Slew Foot (Howard Hausey) - 2:16
  - con June Carter Cash & family
6. Keep on the Sunny Side (A. P. Carter, Gary Garett) - 2:15
  - con June Carter Cash & family
7. Father and Daughter (Father and Son) (Cat Stevens) - 3:00
  - con Rosie Nix Adams
8. Crystal Chandeliers and Burgundy (Jack Routh) - 2:24
9. Friendly Gates (Routh) - 2:18
  - cantata da Carlene Carter
10. Billy and Rex and Oral and Bob (Johnny Cash) - 2:25
11. Jesus (Loney Hutchins) - 2:18
  - con June Carter Cash
12. Lay Back with My Woman (Routh) - 2:24

## Formazione
- Johnny Cash - voce, chitarra
- Carl Perkins, Bob Wootton, Ray Edenton, Jerry Hensley, David Jones, Jerry Shook, Helen Carter, Jack Routh - chitarre
- Marshall Grant, Ronnie Reno, Jimmy Tittle - basso
- W.S. Holland, D. J. Fontana - batteria
- Stu Basone - steel guitar
- Gordon Terry - violino
- Larry McCoy, Jerry Whitehurst - piano
- The Carter Family, Rosanne Cash, Carlene Routh, Rosey Nix Adams, June Carter Cash - cori